# Guter Junge
Guter Junge ist ein deutscher Fernsehfilm aus dem Jahr 2008 des Regisseurs Torsten C. Fischer. Der Film behandelt die Geschichte eines Jugendlichen im Umgang mit Pädophilie.

## Handlung
Nach dem Tod seiner Mutter zieht der Jugendliche Sven zu seinem Vater Achim, der in Berlin als Taxifahrer arbeitet. Sven spricht zunächst kaum mit seinem Vater, aber dieser hofft, dass sich dies mit der Zeit legen wird.
Achims Freundin Julia wundert sich zunehmend, warum Sven oft kleine Jungen trifft. Sie vermutet, dass Sven homosexuell ist. Achim findet jedoch bald schockierende Videos bei Sven. Julia schlägt ihm eine Therapie vor, doch Achim ist sicher, dass er und Sven das Problem allein lösen können. Sie vernichten die Kamera und Videokassetten. Internet und Kinderspielplätze sind für Sven ab dann tabu.
Das Familienleben wird jedoch zunehmend schwieriger. Achim versteht, dass er seinen Sohn nicht „umpolen“ kann. Ein von ihm geplantes Date seines Sohns mit der Tochter eines Arbeitskollegen schlägt fehl. Als in einer Boulevardzeitung von einem „Kinderschänder“ die Rede ist, erkennt Achim in einem Phantombild seinen Sohn.
Schließlich wird Sven von der Polizei verhaftet. Achim besucht seinen Sohn im Gefängnis.

## Intention
„Wir wollten zeigen, dass die Täter insofern auch Opfer sind, als sie keine Wahl haben. Sie können nichts dafür, dass sie so sind, wie sie sind, aber sie sind gleichwohl verantwortlich für ihr Tun.“

## Kritik
„Dem Drehbuchschreiber Karl-Heinz Käfer und dem Regisseur Torsten C. Fischer ist ein bestürzender, leiser, fast lyrischer Film gelungen, der sich einem Thema von großer Brisanz ganz ohne Aufregung, dafür mit Gespür für die dramatischen und psychologischen Implikationen widmet. Auf seine bescheidene Weise spricht der Film von der Unzulänglichkeit sowohl der Therapiegesellschaft als auch der Vaterliebe, er wirbt für Respekt vor einem jungen Menschen, dessen verstiegene Sinnlichkeit ihn dazu verdammt, am Glücksversprechen der Normalität „komisch“ vorbeizugucken.“